# Newsboy Brown
Newsboy Brown (* 17. August 1905 in Russland, als David Montrose; † 1. Februar 1977 in Los Angeles, Kalifornien, USA) war ein US-amerikanischer Boxer russischer Herkunft im Fliegengewicht. 
Brown hatte in seiner gesamten Karriere insgesamt fünf Manager. Diese waren Leo Flynn, Pop Nealis, Joe Levy, Tom Kennedy und Emmett Ledwith.
Brown fand im Jahr 2012 Aufnahme in die International Boxing Hall of Fame.